# Батов, Павел Михайлович
Павел Михайлович Батов (29 июня 1887 или 1888 или 1890, Санкт-Петербург или Костромская губерния, Российская империя — 5 февраля 1972, Париж, Франция) — русский военный лётчик, поручик, участник Первой мировой войны, кавалер Георгиевского оружия (1917) и полный кавалер Георгиевского креста. После Октябрьской революции служил в Рабоче-крестьянском Красном воздушном флоте, в 1919 году перелетел на самолёте на территорию, подконтрольную Белому движению, где продолжил службу. Затем жил в эмиграции в Польше и Франции.

## Биография
Среди исследователей нет однозначного мнения относительно даты и места рождения Батова. Сергей Волков считал, что Павел родился в 1888 году или 1890 году в Санкт-Петербурге, историки Валерий Шабанов и Михаил Нешкин писали, что он родился 29 июня 1887 года в Костромской губернии в православной крестьянской семье, а в справочнике «Незабытые могилы: российское зарубежье», дата рождения Павла Батова указывается как неизвестная. Образования не получил.
После начала Первой мировой войны и объявления мобилизации, Батов в звании подпрапорщика был призван в Русскую императорскую армию. С 29 сентября 1914 года начал службу в 50-й артиллерийской бригаде, а с 3 ноября того же года был младшим офицером бригады. 17 февраля 1915 года приказом по армиям Северо-Западного фронта «за боевые отличия» Батов произведён в чин прапорщика, а 13 сентября 1915 года это производство было утверждено Высочайшим приказом. К апрелю того же года «за выдающиеся подвиги храбрости и самоотвержения против неприятеля в боях» был удостоен Георгиевского креста 1-й степени и стал полным кавалером Георгиевского креста. По состоянию на февраль 1916 года служил младшим офицером в 4-й батарее, в марте переведён в 5-ю батарею, а в следующем месяце — возвращён в 4-ю. 6 июля 1916 года произведён в чин подпоручика. 8 марта 1917 года переведён в 11-й армейский авиационный корпус штатным наблюдателем. 17 июня 1917 года Павел Батов произведён в поручики. 25 июня 1917 года при проведении воздушной разведки был атакован тремя вражескими истребителями, один из которых Батов сумел подбить. Во время боя был ранен в глаз и руку, стал инвалидом. 11 октября 1917 года удостоен Георгиевского оружия.
После Октябрьской революции поступил на службу в Красную армию. Был назначен лётчиком-наблюдателем в 3-й артиллерийский авиационный отряд Рабоче-крестьянского Красного воздушного флота. Отступал вместе с отрядом из Вильно. 6 июля 1919 года перелетел на территорию, контролируемую Белым движением, где продолжил службу в чине штабс-капитана. Затем эмигрировал в Польшу, а 27 апреля 1927 года переехал во Францию. Был членом «Зарубежного Союза Русских Военных Инвалидов».  Скончался 5 февраля 1972 года в Париже. Похоронен на кладбище Сент-Женевьев-де-Буа.
Состоял в браке с Надеждой Сергеевной, урождённой Щербаковой (1899 — 15 июня 1981, Париж). Имел дочь — Аллу (1924 — ?).

## Награды
Награды, пожалованные П. М. Батову:
- Георгиевское оружие (Приказ по 11-й армии № 689 от 11 октября 1917[8][1][3])
— «за то, что 25 июня 1917 года, в районе Луковца, производя фотографирование неприятельской позиции, подвергся атаке трех неприятельских истребителей, причем во время воздушного боя один из них подбил, и несмотря на ранение в кисть руки и глаз, продолжал бой с остальными, пока не выполнил своей задачи»;
- Орден Святого Владимира 4-й степени (Приказ по 11-й армии № 577 от 9 сентября 1916);
- Орден Святой Анны 3-й степени с мечами и бантом (Приказ по 11-й армии 29 октября 1916);
- Орден Святой Анны 4-й степени с надписью «За храбрость» (Высочайший приказ от 28 мая 1916);
- Орден Святого Станислава 2-й степени с мечами;
- Орден Святого Станислава 3-й степени с мечами и бантом (Приказ по 11-й армии № 557 от 23 июля 1916 года);
- Георгиевский крест 1-й степени (№ 1723; приказ по 5-му Сибирскому армейскому корпусу № 261 от 21 апреля 1915[4]);
- Георгиевский крест 2-й степени (№ 2190[5]);
- Георгиевский крест 3-й степени (№ 20817[6]);
- Георгиевский крест 4-й степени (№ 206542; приказ по 5-му Сибирскому армейскому корпусу № 139 от 18 марта 1915[7]).